# Paederia thouarsiana
Paederia thouarsiana är en måreväxtart som beskrevs av Henri Ernest Baillon. Paederia thouarsiana ingår i släktet Paederia och familjen måreväxter. Inga underarter finns listade i Catalogue of Life.